# Laize (rivière)
Pour les articles homonymes, voir Laize.
La Laize est une rivière française de Normandie, dans le département du Calvados, et un affluent droit du fleuve côtier l'Orne.

## Géographie
De 32 km de longueur, la Laize naît au nord-ouest de la commune de Martigny-sur-l'Ante sous le nom de ruisseau de la Renardière, à la limite de Pierrepont, et à 225 mètres d'altitude
La Laize se dirige vers le nord. Elle prend le nom de Laize à partir de son confluent avec le ruisseau du Bisson à Saint-Germain-Langot.
Elle se joint aux eaux de l'Orne, entre Clinchamps-sur-Orne et May-sur-Orne, à l'ouest de la plaine de Caen, et à et à 7 mètres d'altitude.

### Communes et cantons traversés
Dans le seul département du Calvados, la Laize traverse les quinze communes suivantes, de l'amont vers l'aval, de Martigny-sur-l'Ante (source), Saint-Germain-Langot, Moulines, Leffard, Ussy, Cesny-les-Sources, Fontaine-le-Pin, Saint-Germain-le-Vasson, Barbery (en limite est), Urville, Gouvix, Bretteville-sur-Laize, Fresney-le-Puceux, May-sur-Orne Laize-Clinchamps (confluence).
Soit en termes de cantons, la Laize prend source dans le canton de Falaise, traverse le canton du Hom, conflue dans le canton d'Évrecy, dans l'arrondissement de Caen.

### Toponymes
La Laize a donné son hydronyme aux communes de Bretteville-sur-Laize et Laize-Clinchamps, et à l'ancienne commune de Laize-la-Ville.

### Bassin versant
Le bassin de la Laize s'étale du sud au nord entre le bassin direct de l'Orne à l'ouest et celui plus distant du Laizon, affluent de la Dives, à l'est. Au nord-est, une zone peu irriguée au sud de Caen la sépare du bassin de cette dernière.
la Laize traverse les cinq zones hydrographiques suivantes de « L'Orne du confluent de la Guigne (exclu) au confluent de la Laize (exclu) », « La Laize du confluent du ruisseau de Corneville (exclu) au confluent de l'Orne (exclu) », « La Laize de sa source au confluent du ruisseau du Grand Etang (inclus) », « L'Orne du confluent de la Laize (exclu) au confluent de l'Odon (exclu) », « La Laize du confluent du ruisseau du Grand Etang (exclu) au confluent du ruisseau de Corneville (inclus) ».

### Organisme gestionnaire

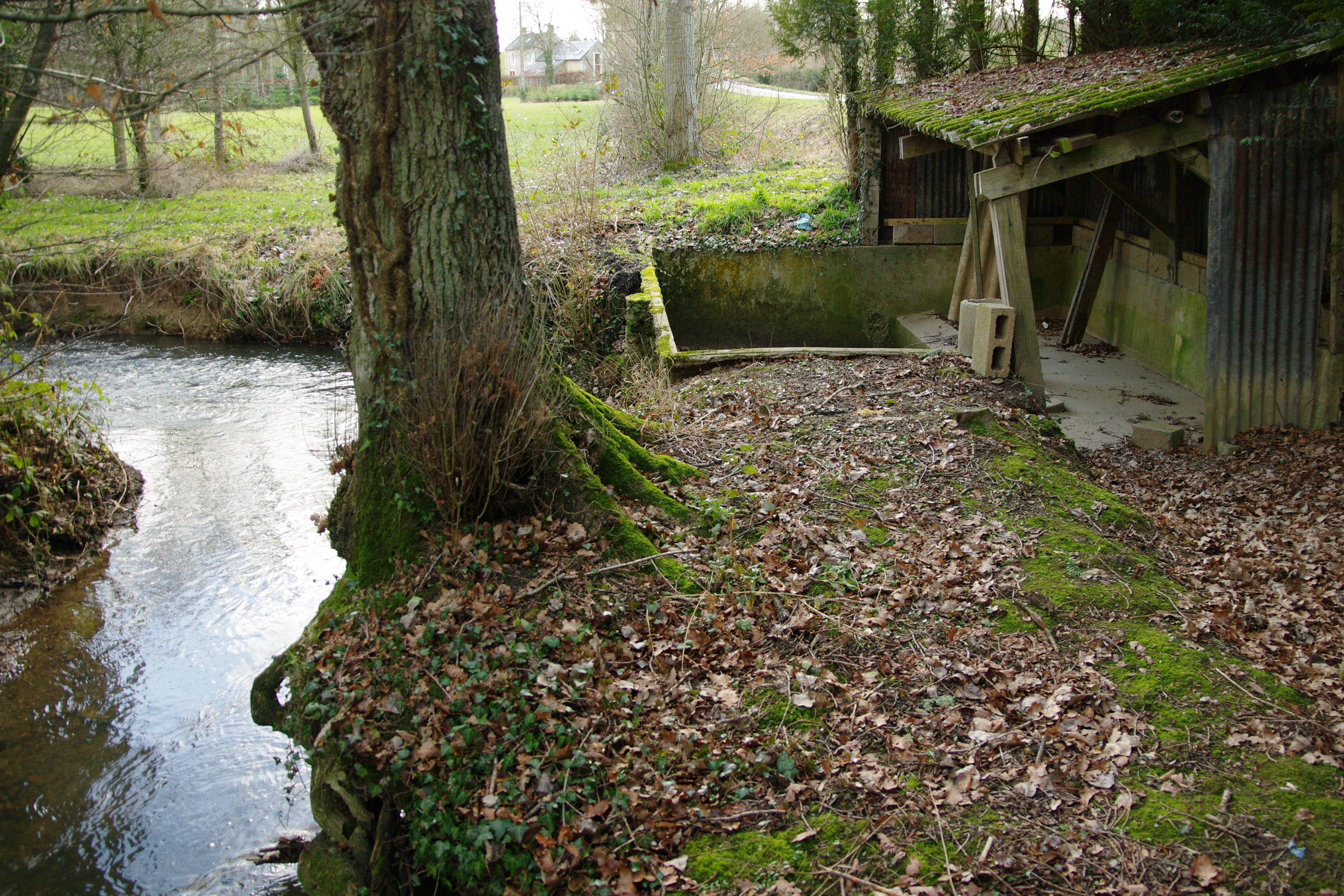
Lavoir sur la rivière Laize, lieu-dit Clair Tison, ancienne commune de Tournebu, nouvelle commune de Cesny-les-Sources.

L'organisme gestionnaire est le SYMOA ou Syndicat Mixte de l'Orne et ses Affluents, sis à Argentan.

## Affluents
La Laize a quinze tronçons affluents référencés, mais ses principaux affluents lui viennent par sa rive gauche, et portent tous le substantif de ruisseau, fossé ou cours d'eau.
Les quatre plus longs sont le ruisseau du Grand Étang (rg), 8,8 km à Tournebu, avec quatre affluents et de rang de Strahler trois, le ruisseau de Bactot (rg), 9,1 km à Moulines, avec quatre affluents et de rang de Strahler deux, le ruisseau de Leffard (rd), 6 km sans affluent, et le Tourtous (rg), 5 km avec deux affluents et de rang de Strahler deux.

### Rang de Strahler
Donc le rang de Strahler de la Laize est de quatre par le ruisseau du Grand Étang.

## Hydrologie
La Laize a été observée à trois stations hydrologiques dont deux sont fermées et la troisième ouverte depuis 2005 à Fresney-le-Puceux pour un bassin versant de 135 km2 et à 1 m d'altitude. Les chiffres de la station la plus longtemps ouverte à Saint-Germain-le-Vasson sont présentés ci-dessous.

### La Laize à Saint-Germain-le-Vasson
La Laize a été observée à la station I3612010, la Laize à Saint-Germain-le-Vasson - Le Livet, depuis le 1er juin 1973 au 1er juin 2003 , à 90 m d'altitude et pour un bassin versant de 95 km2
Le module y est de 0,834 m3/s.
L'écart entre les basses et les hautes eaux est considérable dans un tel milieu (0,286 m3/s en août contre 1,450 m3/s en janvier pour un débit moyen de 0,834 m3/s à Saint-Germain-le-Vasson.

### Étiage ou basses eaux
À l'étiage, c'est-à-dire aux basses eaux, le VCN3, ou débit minimal du cours d'eau enregistré pendant trois jours consécutifs sur un mois, en cas de quinquennale sèche s'établit à 0,160 m3/s, ce qui reste très convenable,.

### Crues
Sur cette période d'observation, le débit journalier maximal a été observé le 6 janvier 2001 pour 14,40 m3/s. Le débit instantané maximal a été observé le même 6 janvier 2001 avec 17,90 m3/s en même temps que la hauteur maximale instantanée de 163 cm soit 1,63 m.
Le QIX 2 est de 9,7 m3/s, le QIX 5 est 14 m3/s, le QIX 10 est de 16 m3/s, le QIX 20 est de 19 m3/s et le QIX 50 est de 22 m3/s. Le QIX 100 n'a pas pu être calculé vu la période d'observation de 29 ans.

### Lame d'eau et débit spécifique
La lame d'eau écoulée dans cette partie du bassin versant de la rivière est de 278 millimètres annuellement, ce qui est au-dessous de la moyenne en France, à 300 mm/an. Le débit spécifique (Qsp) atteint 8,8 litres par seconde et par kilomètre carré de bassin.

## Aménagements et écologie

### ZNIEFF's et Natura 2000
La Laize fait l'objet de plusieurs zones naturelles d'intérêt écologique, faunistique et floristique : une de type I, sous le no 250020066 la Laize et ses affluents, de 95 hectares, et une de type II, no 250008472 Bassin de la Laize, de 2 694 hectares.
D'autre part, l'Orne et ses affluents sont classés en zone Natura 2000 sous le sigle FR2500091 - Vallée de l'Orne et ses affluents, pour une superficie de 2 115 hectares sur les deux départements de l'Orne et du Calvados.

### Vallée de la Laize
- Château d'Outrelaize à Gouvix.

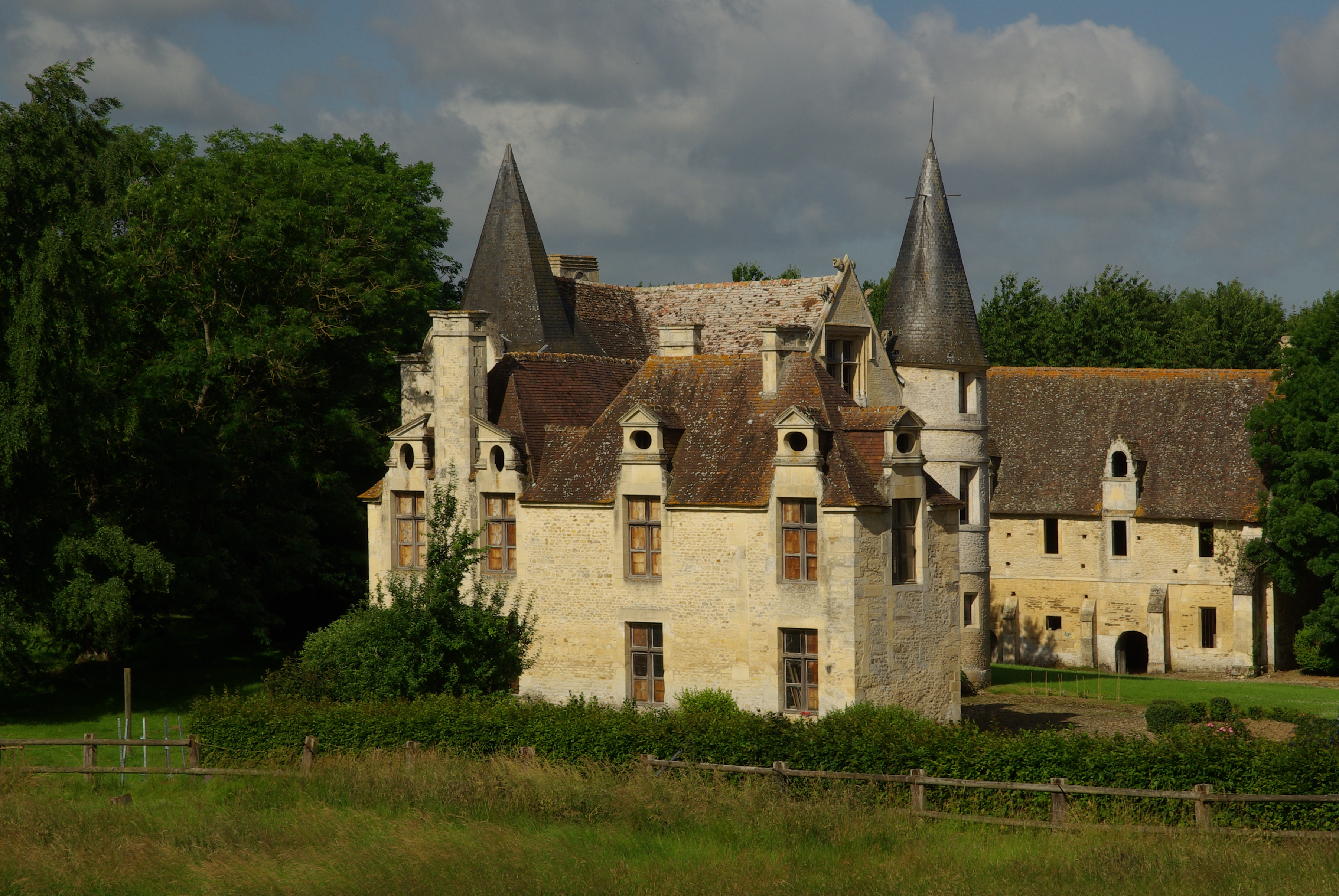
Le manoir de Quilly.

- Manoir de Quilly à Bretteville-sur-Laize.
- Château de Fresney à Fresney-le-Puceux.
- Menhirs la Pierre de la Hauberie à Ussy, la Pierre Tourneresse à Gouvix, la Pierre tournante à Fresney-le-Puceux, la Roche Piquée à Saint-Germain-le-Vasson.

## Histoire
Le pont sur la Laize, au lieu-dit Clair-Tison, a été un enjeu à la fin de la Seconde Guerre mondiale, le 13 août 1944, pour sa maîtrise.

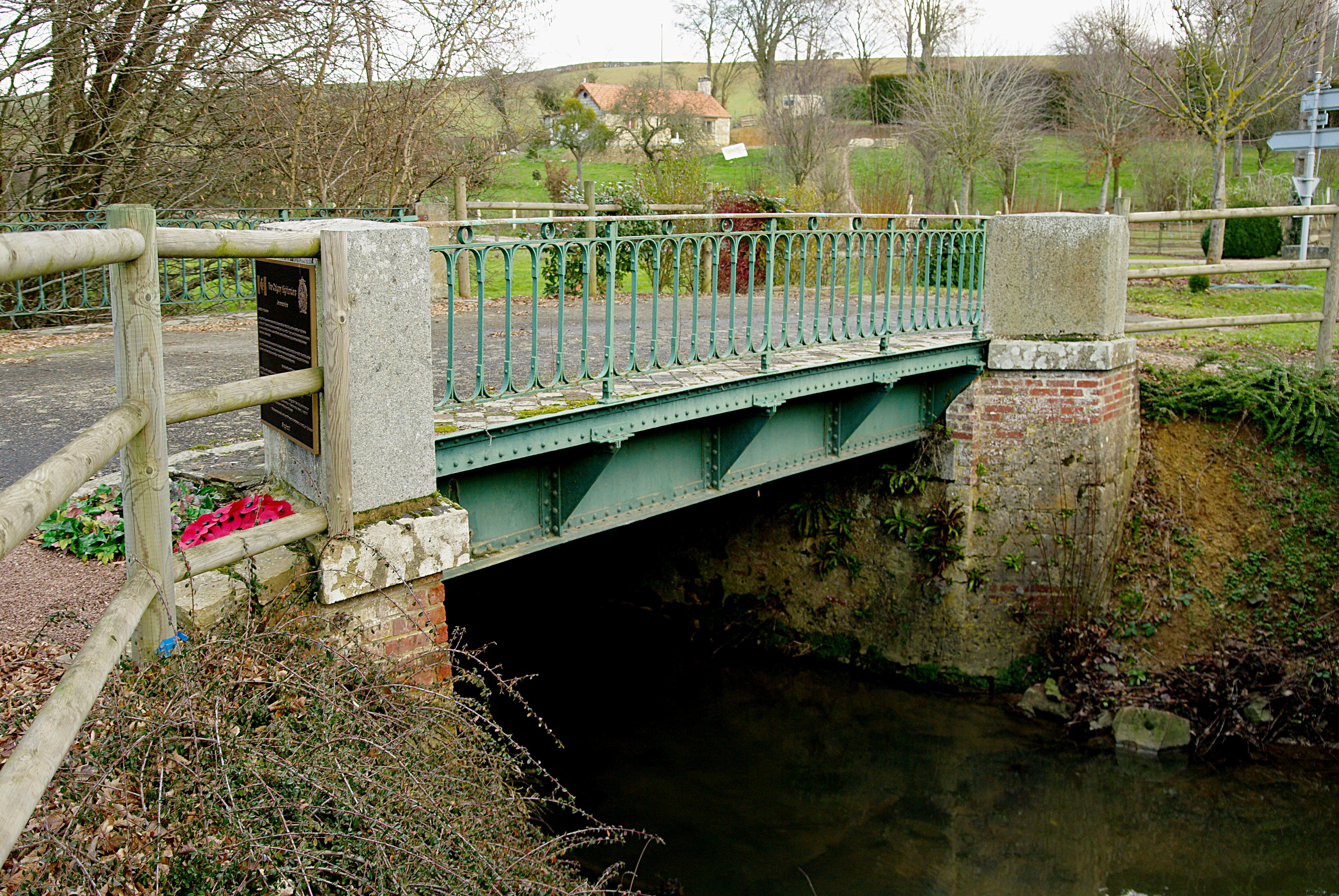
Mémorial en hommage des soldats canadiens "The Calgary Highlanders" morts le 13 août 1944 à Clair-Tison pour la prise du pont sur la rivière Laize, reliant les communes de Tournebu et Potigny, Calvados.
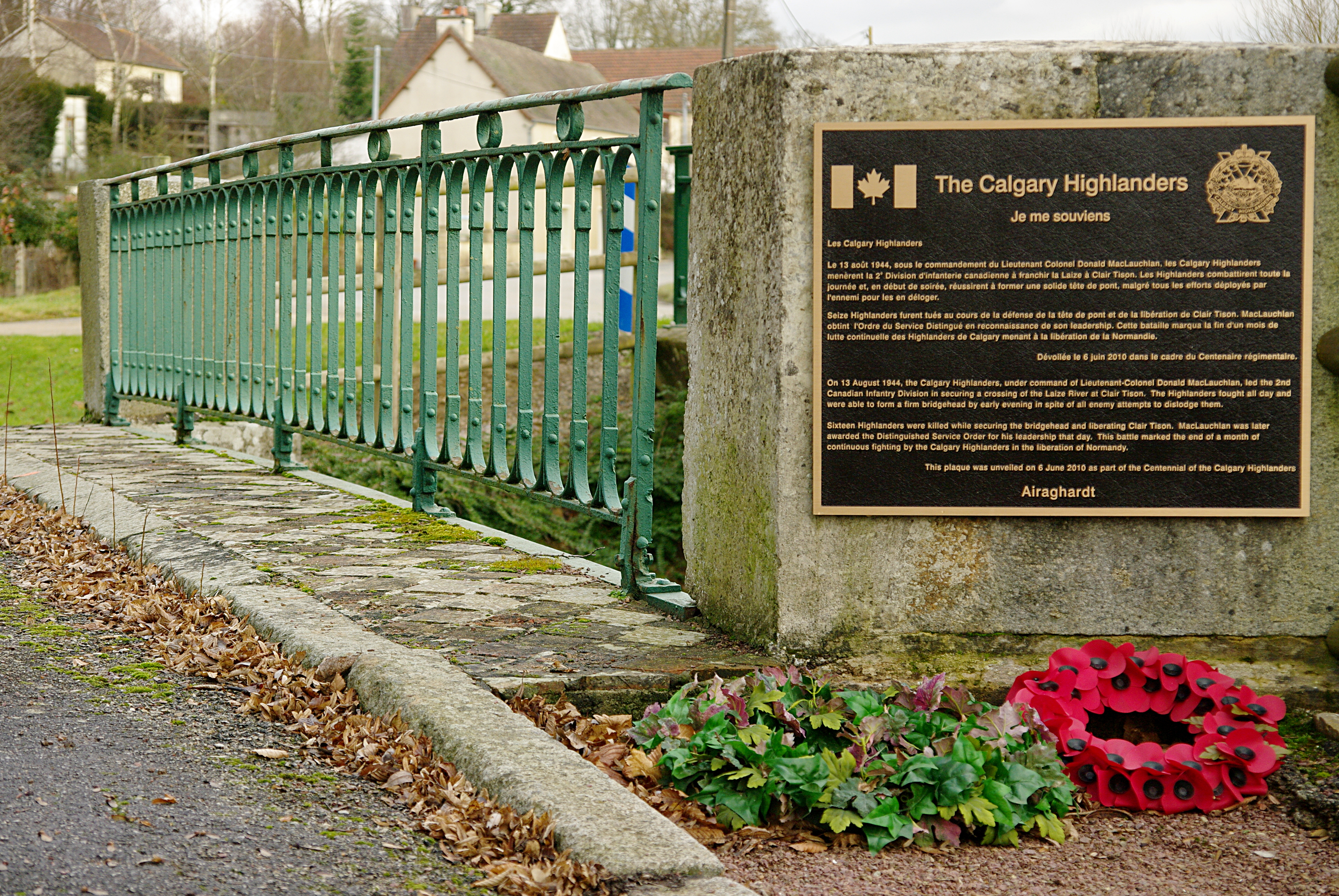
Mémorial en hommage des soldats canadiens "The Calgary Highlanders" morts le 13 août 1944 à Clair-Tison pour la prise du pont sur la rivière Laize, reliant les communes de Tournebu et Potigny, Calvados.